# 角鬥士

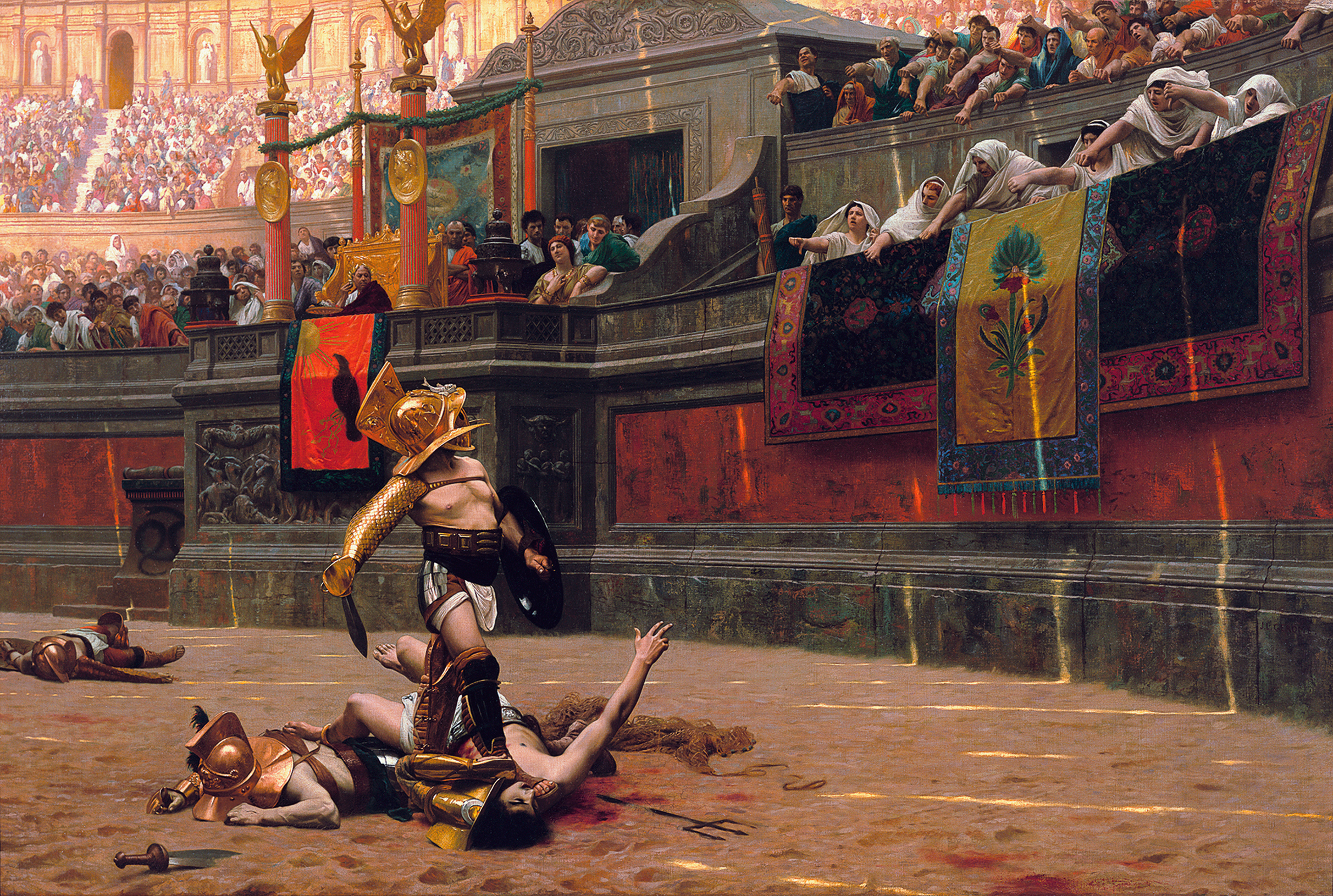
《角鬥士》，讓-里奧·傑洛姆，1872年

角斗士（拉丁語：gladiatōrēs），指的是古羅馬競技場上的鬥士，名稱來源自於古羅馬軍團慣用的劍，是古罗马社会中的一种身份特殊的奴隶，通常都是战俘或其他犯了過錯的奴隶。他们的职责是在競技場上进行殊死搏斗，为人们提供娱乐。

## 歷史
虽然古罗马人热爱角斗士运动，但其实早在古罗马之前就已有類似活动存在。旧约圣经的但以理书就提及但以理因为违反尼布甲尼撒的命令，不拜他为神之餘，还敬拜自己的上帝，所以被丢入狮坑。这种将犯人丢入狮坑的习惯，與古罗马的角斗士运动頗為相似。
角斗士运动的參加者也不全然是角斗士。五賢帝時代的多位帝皇，包括被稱為“勇帝”的哈德良也曾於競技場內參與模擬角斗士運動。此外，图密善亦是首位將女人及侏儒帶入競技場的皇帝。同樣的，成為角斗士的人也不全然都是奴隸。不少羅馬公民會為了名聲或財富而自願加入，其中也不乏曾服役於軍團的職業軍人。
羅馬史上最著名的奴隸起義斯巴達克斯起义，其領導者斯巴達克斯便是角斗士。這場叛亂間接讓羅馬帝國開始立法改善奴隸生活及權利。在奴隸制度正式廢除前，羅馬帝國堪稱是史上奴隸享有最多權利的奴隸制國家。
从某种意义上来说，競技場的存在也促使了曾经辉煌的古代罗马帝国迅速走向覆亡。龐大的角斗士需求對羅馬帝國這樣的奴隸制國家來說是不小的人力耗損。這在後期帝國時期變成了一種巨大負擔，帝國政府除了應付日益高漲的軍隊開支，還必須維持由國家舉行的免費競技表演。
最后，角斗士运动的兴盛随着西罗马帝国的覆灭而结束，东罗马帝国热衷于赛马等运动。

## 角斗士種類
角斗士们要根据自身特点接受专业的训练，扮演各色罗马帝国曾经的敌人。因此，高昂的培训费用使得奴隶主们也不愿作为奴隶的角斗士随意被杀。
所以，按照训练的结果，角斗士們会被塑造出不同的战术和装备搭配，如扮演以三叉戟和渔网作为武器的網鬥士，以扮演重装备为主的罗马人的老对手萨姆尼特人，还有后期的色雷斯人等。

## 搏鬥方式
角斗士在出场竞赛前，都必须经过专门学校的严格训练，才能够走上竞技场搏斗。搏斗的形式有几种，一对一的搏斗，十人对十人的搏斗，还有集体与野兽群的搏斗。他们结局是存活或者战死，或者由于表现突出赢得胜利而获得释放。他们的命运十分悲惨。
在衣著方面，角鬥士在搏鬥時雖然不會全裸，但多數仍半裸。

## 電影作品
- 神鬼戰士（2000年美國電影）
- 龐貝（2014年美國電影）

## 電視作品
- 浴血戰士系列影集（2010年開始的美國電視劇）

## 参看
- 古罗马
- 罗马斗兽场
- 斯巴達克斯
- 角斗士 (漫画)